# آي كاغو
آي كاغو (باليابانية: 加護亜依) (و. 1988 – م) هي ممثلة، ومغنية مؤلفة، وعازفة الجاز، ومغنية من اليابان. ولدت في نارا، نارا.

## وصلات خارجية
- آي كاغو على موقع IMDb (الإنجليزية)
- آي كاغو على موقع ميوزك برينز (الإنجليزية)
- آي كاغو على موقع ديسكوغز (الإنجليزية)
- آي كاغو على موقع قاعدة بيانات الفيلم (الإنجليزية)

آي كاغو في قاعدة بيانات الأفلام على الإنترنت